# Vasile Crăciun

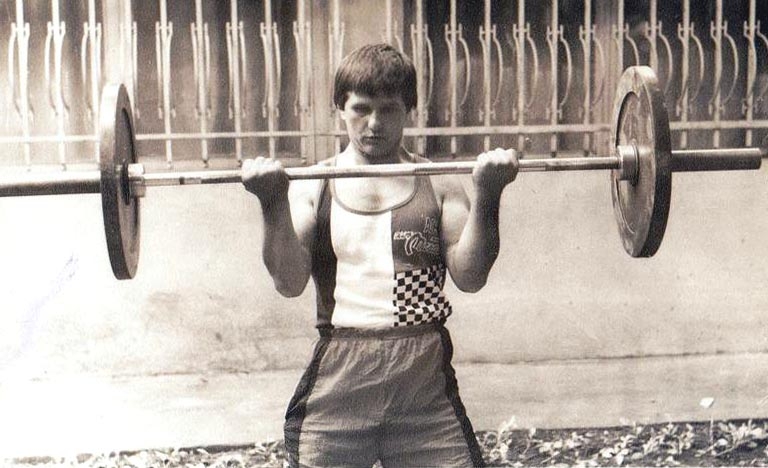
La începutul carierei

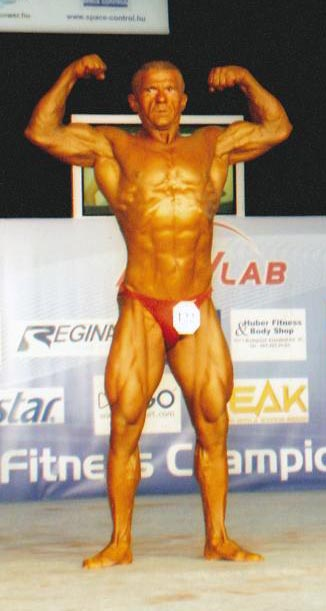
Participant la numeroase concursuri naționale și internaționale. Multiplu campion național (2000-2008)

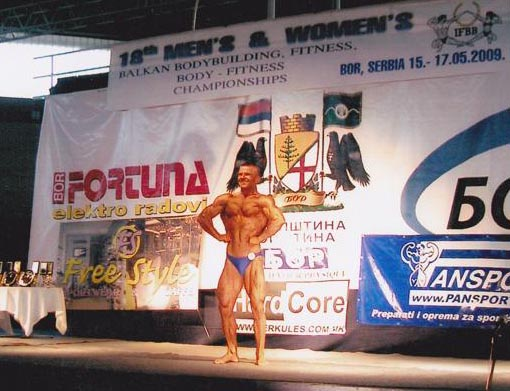
Campion balcanic si european - 2009, 2010

Vasile Crăciun (n. 12 aprilie 1970, Brăila, România) este un fost sportiv român.

## Biografie
A început cariera sportivă în box la vârsta de 8 ani și a practicat acest sport până la 20 ani.
Culturism a început să practice la vârsta de 22 de ani la asociația sportivă ACIND (în cadrul TCIND – Trustul de Construcții Industriale Brăila – 1983-84) iar după 1990 a inființat Asociația Sportivă Atlas Laminorul. În 2003 a construit prima sală privată de culturism din Brăila și a înființat primul club de culturism și fitness: CS Atlas Brăila.
Poate fi considerat inițiatorul mișcării sportive de culturism din Brăila. Primele aparate de culturism și le-a proiectat singur fiindcă nu existau în România de dinainte de 1989.
Activitatea sportivă începută în 1983 a fost fructificată în anul 1985 când a participat la primele competiții naționale. Competițiile desfășurate până în 1989 aveau loc mai mult... mascat fiindcă sportul acesta, culturismul, nu era prea agreat de oficialități (ținuta de competiție, în slip, era considerată indecentă de reprezentanții fostului regim) și funcționa semiclandestin în cadrul F.R. de  Haltere.
Adevăratele competiții de culturism au început să se desfășoare abia după anul 1989 când Federația Română de Culturism s-a desprins din cadrul F.R. de Haltere.
Vasile Crăciun participă la aceste competiții și obține numeroase premii atât la seniori cât mai ales la clasa masters:
| - Campion Național la Culturism în 1993 (seniori) - Campion Național (clasa master) 2000, 2001, 2002, 2003, 2005, 2006, 2007, 2008 - Campionate Balcanice (Master) – 3 locuri II și 5 locuri III între 2000-2009 - Campionate Europene (Master) – loc IV în 2008, loc III (Budapesta) în 2009, loc I în 2010 (CE Donețk, Ukraina) - Campionatele Mondiale din Antalia - Turcia (decembrie 2010) – clasat în primii 10 În prezent se pregătește pentru Campionatele Mondiale din Mexic (2011) |

Carierea de antrenor și-a desfăsurat-o în paralel cu cea de sportiv. A început antrenoratul în 1990 și până în prezent a scos performeri precum: Câșlaru Eduard (triplu campion național, categ. 80 kg), Danteș Sorin (campion național, categ. 65 Kg), Marinescu Ionuț (campion național categ. 80 kg), Stoian Marian (campion național, categ. 90 Kg.), Radu Marcela (multiplă campioană națională, categ, 52 kg.), Ungureanu Crina (dublă campioană națională, 57 kg), Buiuciuc Silvia (campioană națională +57 kg).

## Legături externe
- Vasile Crăciun - Locul I (masters) la C.E. Donetsk, Ukraina (18-20 iunie 2010), youtube.com, 05.12.2010, accesat la 21 iulie 2011
- Vasile Crăciun - unul dintre cei mai performanți culturiști romani, culturism.ro, 2010, accesat la 21 iulie 2011